# Małgorzata Aldobrandini
Donna Margherita Aldobrandini (ur. 29 marca 1588 w Capodimonte, zm. 9 sierpnia 1646 w Parmie) – księżna Carpineto (od 1601) i poprzez małżeństwo księżna Parmy i Piacenzy oraz księżna Castro. W latach 1626–1628 sprawowała regencję w imieniu małoletniego syna Edwarda I.
Była córką księcia Carpineto generała Gianfrancesco Aldobrandiniego i jego żony księżnej Rossano Calabro Olimpii, siostry księcia Giangiorgio Aldobrandiniego i kardynałów Silvestro i Ippolito Aldobrandinich, a jednocześnie siostrzenicy kardynała Pietro Aldobrandini i prasiostrzenicy papieża Klemensa VIII. 
7 maja 1600 we Rzymie poślubiła księcia Parmy, Piacenzy i Castro Ranuccio I. Para miała dziewięcioro dzieci:
- Aleksandra Franciszka Marię (1602-1602)
- Marię (1603-1603)
- Aleksandra (1610-1630), głuchoniemego
- Edwarda I (1612-1646), kolejnego księcia Parmy, Piacenzy i Castro
- Horacego (1613-1614)
- Marię Katarzynę (1615-1646), przyszłą księżną Modeny i Reggio
- Marię (1618-1618)
- Wiktorię (1618-1649), przyszłą księżną Modeny i Reggio
- Francesco (1619-1647), kardynała